# Windsor John
Datuk Seri Windsor John (sinh năm 1961 tại Kedah, Malaysia) là một quan chức trong lĩnh vực bóng đá người Malaysia.
Ông được bổ nhiệm làm Tổng thư ký Liên đoàn bóng đá châu Á vào năm 2015. Người tiền nhiệm ông là Alex Soosay, cựu Tổng thư ký, đã bị AFC đình chỉ tham gia các hoạt động bóng đá.